# الرش الموضعي للأماكن المغلقة

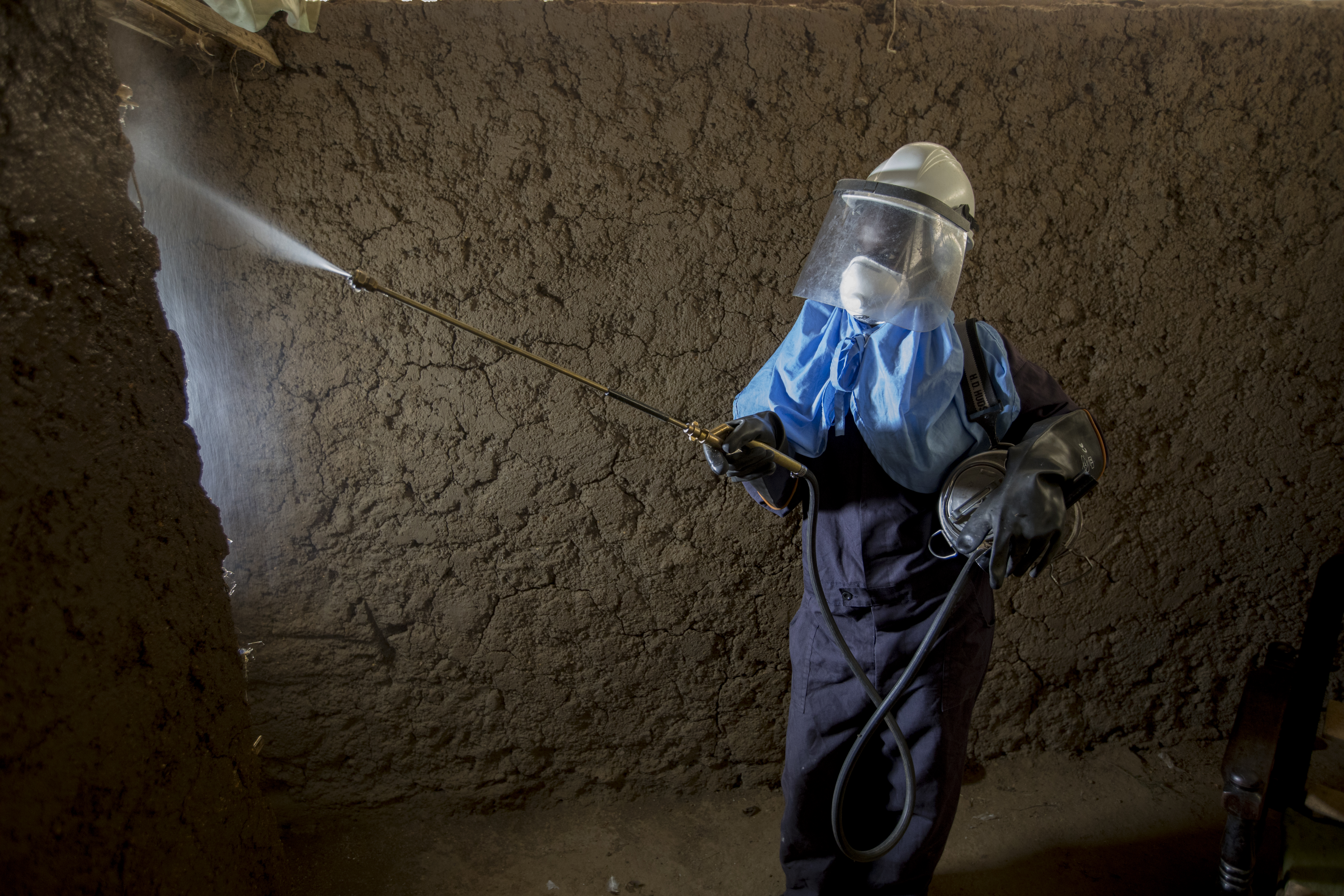
الرش الموضعي للأماكن المغلقة في كينيا 2017م

الرش الموضعي للأماكن المغلقة Indoor residual spraying هو عملية رش تتم داخل المنازل باستعمال مبيد حشري لقتل البعوض المسؤول عن نشر الملاريا. حيث يتم رش محلول بتركيز مخفف من المبيدات الحشرية على الجدران الداخلية لأنواع معينة من المساكن مثل تلك التي تحتوي على جدران مصنوعة من مواد مسامية مثل الطين أو الخشب دون المصنوعة من الجص كما هو الحال في مساكن المدينة. يتم قتل البعوض أو طرده بواسطة الرذاذ، مما يمنع انتقال المرض. في عام 2008م، استخدمت 44 دولة الرش الموضعي للأماكن المغلقة كإستراتيجية لمكافحة الملاريا. تاريخياً، تم استخدام العديد من مبيدات الآفات في عمليات الرش الموضعي للأماكن المغلقة بالمبيدات الحشرية، وأولها وأشهرها مادة الـ دي دي تي DDT.

## توصيات منظمة الصحة العالمية
توصي منظمة الصحة العالمية (WHO) باستخدام الرش الموضعي للأماكن المغلقة كأحد ثلاث طرق أساسية لمكافحة الملاريا، أما الوسائل الأخرى فهي استخدام الناموسيات المعالجة بمبيدات الحشرات والعلاج الفوري للحالات المؤكدة باستخدام العلاجات المركبة القائمة على مادة الأرتيميسينين (ACTs). على الرغم من أن منظمة الصحة العالمية قد أوصت سابقاً باستخدام الرش الموضعي للأماكن المغلقة بالمبيدات الحشرية فقط في مناطق انتقال الملاريا المتفرقة، إلا أنها بدأت في عام 2006م بالتوصية باستخدام الرش الموضعي للأماكن المغلقة في مناطق انتقال العدوى المستقرة والمستوطنة أيضاً.
و بحسب منظمة الصحة العالمية: 
ينبغي على الحكومات الوطنية:
إجراء و / أو توسيع نطاق تغطية الرش الموضعي للأماكن المغلقة بالمبيدات الحشرية باعتباره تدخلاً أولياً لمكافحة الملاريا في البلدان التي تشير البيانات المتوفرة فيها إلى أنه يمكن تحقيق فعالية تجاه حالات الملاريا.
اتخاذ جميع الخطوات اللازمة لضمان التنفيذ الفعال لتدخلات الرش الموضعي للأماكن المغلقة، بما في ذلك اختيار المبيدات الحشرية المناسبة، والرش عند الضرورة، والحفاظ على مستوى عالٍ من التغطية، ومنع الاستخدام غير المصرح به أو غير الموصى به للمبيدات الحشرية.
تعزيز القدرة الإدارية للبرامج الوطنية لمكافحة الملاريا وتحسين الموارد البشرية والتقنية والمالية من أجل التوصيل والتدخل الفعال في الوقت المناسب لتغطية عالية، بما في ذلك الرصد والتقييم المناسبين للرش الموضعي للأماكن المغلقة.
علاوة على ذلك، لكي يكون الرش الموضعي للأماكن المغلقة فعالاً: 
1. يجب أن يكون هناك نسبة عالية من الأسطح القابلة للرش داخل كل مسكن.
2. يجب أن يتغذى الناقل (البعوض) أو يستريح في الداخل.
3. يجب أن تكون النواقل المستهدفة حساسة (أي غير مقاومة) للمبيدات التي يتم رشها.

و تشير منظمة الصحة العالمية كذلك إلى أن «القابلية للتأثر بمبيدات الحشرات وسلوك النواقل وسلامة الإنسان والبيئة والفعالية والفعالية من حيث التكلفة» هي عوامل يجب أخذها في الاعتبار عند اختيار مبيد حشري للأماكن المغلقة بالمبيدات الحشرية. 

### مبيدات حشرية معتمدة
في الوقت الحالي، وافقت منظمة الصحة العالمية على 13 مبيداً حشرياً مختلفاً لاستخدامها في الرش الموضعي للأماكن المغلقة.
| المبيد الحشري    | الصنف         | الجرعة الموصى بها للمركب الفعال (جم / م 2) | مدة الفعالية (بالشهور) | التكلفة المقدرة للمنزل لكل 6 أشهر (بالدولار الأمريكي) | تصنيف السمية بحسب منظمة الصحة العالمية |
| ---------------- | ------------- | ------------------------------------------ | ---------------------- | ----------------------------------------------------- | -------------------------------------- |
| دي دي تي         | عضوي الكلور   | 1-2                                        | > 6                    | 1.60                                                  | II                                     |
| فينتروثيون       | فوسفات العضوي | 2                                          | 3-6                    | 14.80                                                 | II                                     |
| الملاثيون        | فوسفات العضوي | 2                                          | 2-3                    | 8.20                                                  | III                                    |
| بريميفوس- ميثيل  | فوسفات العضوي | 1-2                                        | 2-3                    |                                                       | III                                    |
| بروبوكسور        | كربامات       | 1-2                                        | 3-6                    | 18.80                                                 | II                                     |
| بنديوكارب        | كربامات       | 0.1-0.4                                    | 2-6                    | 13.80                                                 | II                                     |
| ألفا سايبرمثرين  | بيرثرويد      | 0.02-0.03                                  | 4-6                    |                                                       | II                                     |
| سيفلوثرين        | بيرثرويد      | 0.02 - 0.05                                | 3-6                    |                                                       | II                                     |
| دلتامثرين        | بيرثرويد      | 0.02-0.025                                 | 3-6                    | 1.60                                                  | II                                     |
| إتوفينبروكس      | بيرثرويد      | 0.1-0.3                                    | 3-6                    |                                                       | U                                      |
| لامدا سيهالوثرين | بيرثرويد      | 0.02-0.03                                  | 3-6                    | 8.60                                                  | III                                    |
| بيفينثرين        | بيرثرويد      | 0.025 - 0.05                               | 3-6                    |                                                       | II                                     |
| كلوثيانيدين      | نيونيكوتينويد |                                            |                        |                                                       |                                        |

## الفعالية من حيث التكلفة والفعالية
وفقاً لمراجعة كوكرين لعام 2010م، فإن الرش الموضعي للأماكن المغلقة هو إستراتيجية فعالة لتقليل الإصابات بالملاريا. فهو فعال مثل استخدام الناموسيات المعالجة بمبيدات الحشرات، إلا أن الناموسيات المعالجة بمبيدات الحشرات قد تكون أكثر فعالية في الحد من المراضة في بعض الحالات.
قلة من الدراسات قارنت بشكل مباشر فعالية تكلفة الرش الموضعي للأماكن المغلقة مع طرق أخرى لمكافحة الملاريا. قامت دراسة من عام 2008م بتقييم فعالية التكلفة في سبع حملات أفريقية لمكافحة الملاريا: حملتان داخليتان وخمس حملات لتوزيع الناموسيات المعالجة بالمبيدات الحشرية. وقد وجد المؤلفون أنه على أساس التكلفة مقابل تجنب وفاة كل طفل، كانت جميعها متشابهة، لكن حملات الناموسيات المعالجة بمبيدات الحشرات كانت أكثر فعالية من حيث التكلفة.
فيما يتعلق بالفعالية من حيث التكلفة لمبيدات الآفات المختلفة مقابل بعضها البعض بالنسبة للأماكن المغلقة بالمبيدات الحشرية، فقد اعتُبر الـ دي دي تي تاريخياً الأكثر فعالية من حيث التكلفة، ويرجع ذلك أساساً إلى أنه يدوم لفترة أطول من البدائل الأخرى، وبالتالي يمكن رش المساكن بشكل أقل تكراراً. ولكن الدراسات الفعلية حول الفعالية من حيث التكلفة غير متوفرة، ولم يأخذ أي منها في الاعتبار الآثار الصحية والبيئية الضارة للـ دي دي تي أو بدائله. وخلص برنامج الأمم المتحدة للبيئة في عام 2008م إلى أن «الرش الموضعي للأماكن المغلقة باستخدام مادة الـ دي دي تي يظل قليل التكلفة وفعالاً في العديد من المواقف، ولكن فيما يتعلق بالتكاليف المباشرة، يبدو أن الميزة النسبية للـ دي دي تي مقابل المبيدات الحشرية البديلة تتضاءل. تحتاج الأدلة بشأن الفعالية من حيث التكلفة إلى التعزيز، وتتطلب التكاليف الخارجية لاستخدام مادة الـ دي دي تي مقابل المبيدات الحشرية البديلة تقييماً دقيقاً». 

## معارضة السكان للرش الموضعي للأماكن المغلقة

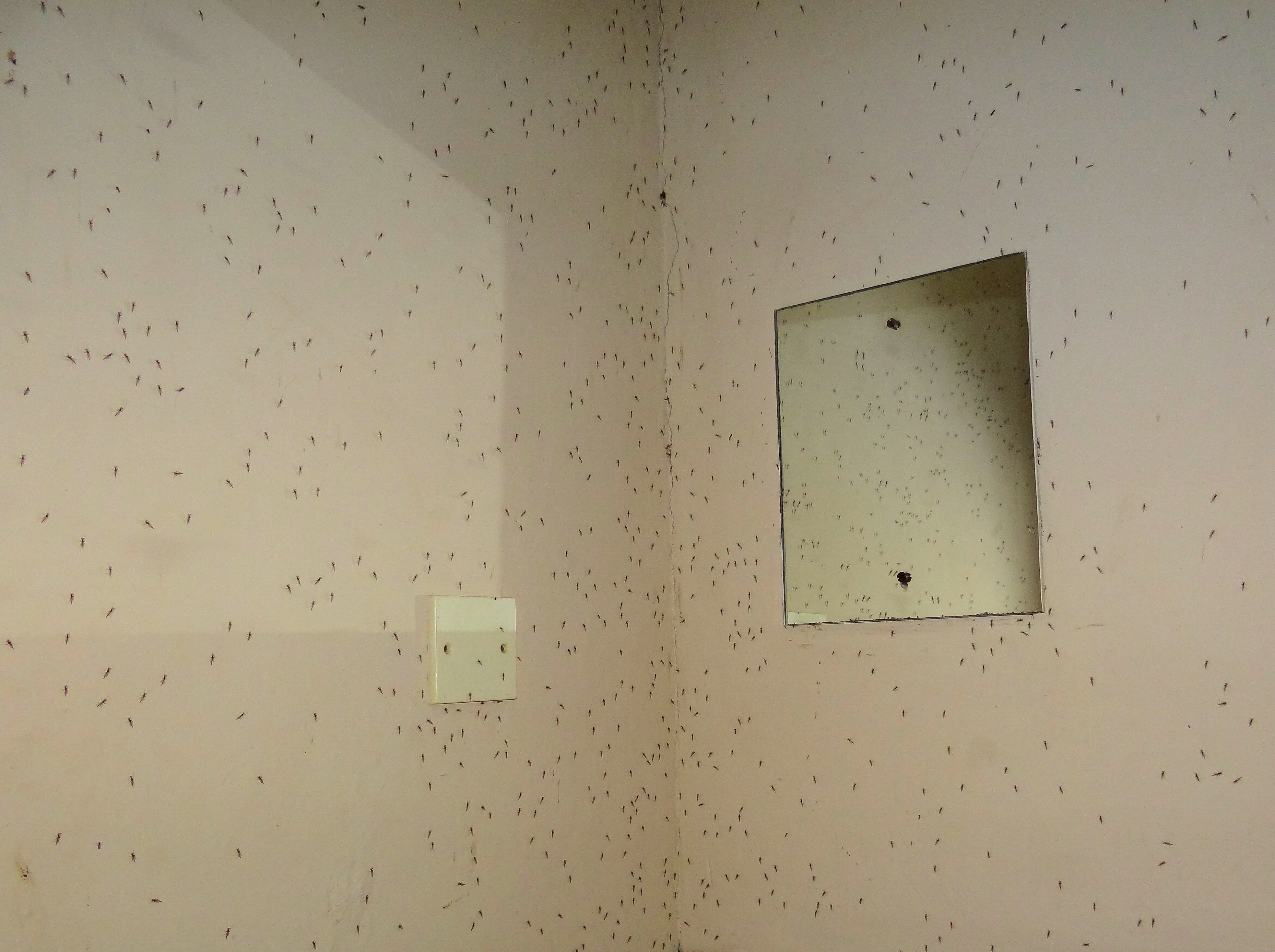
جدران الحمام المعالج بالرش الموضعي للأماكن المغلقة على ضفاف بحيرة فيكتوريا. يظل البعوض على الحائط حتى يسقط ميتاً على الأرض.

ليكون الرش الموضعي للأماكن المغلقة فعالاً، يجب رش ما لا يقل عن 80٪ من المنازل والحظائر في منطقة ما،  وإذا رفض عدد كافٍ من السكان الرش، يمكن أن تتعرض فعالية البرنامج بأكمله للخطر. يرفض العديد من السكان رش مادة الـ دي دي تي على وجه الخصوص. ويرجع ذلك إلى مجموعة متنوعة من العوامل، بما في ذلك رائحته  والبقع التي يتركها على الجدران.   في حين أن هذه البقعة تجعل من السهل التحقق مما إذا كانت الغرفة قد تم رشها أم لا، فإنها تجعل بعض القرويين يرفضون رش منازلهم   أو يقومون بإعادة طلاء الجدار، مما يزيل تأثير المبيدات الحشرية المتبقية.  يقال إن المبيدات الحشرية الحاوية على البيرثرويد مقبولة أكثر لأنها لا تترك بقايا مرئية على الجدران. 
بالإضافة إلى ذلك، فإن مادة الـ دي دي تي غير مناسبة للرش على الجدران المغطاة أو المطلية، بل يمكن استخدامها فقط في المساكن التقليدية ذات الجدران غير المطلية المصنوعة من الطين أو العصي أو الروث أو القش أو الطين أو الأسمنت.    مع ازدهار المناطق الريفية في جنوب إفريقيا، هناك تحول نحو البناء على النمط الغربي، مما يترك عدداً أقل من المنازل المناسبة لرش الـ دي دي تي، مما يستلزم استخدام مبيدات حشرية بديلة. 
يعترض قرويون آخرون على رش الـ دي دي تي لأنه لا يقتل الصراصير  أوالبق  بدلاً من ذلك، فإنه يثير مثل هذه الآفات مما يجعلها أكثر نشاطاً،     بحيث غالباً ما يكون استخدام مبيد حشري آخر مطلوباً بشكل إضافي. من ناحية أخرى، تعتبر البيريثرويدات مثل الدلتامثرين والامبداسيهالوثرين أكثر قبولاً للسكان لأنها تقتل هذه الحشرات المزعجة وكذلك البعوض. من المعروف أيضاً أن مادة الـ دي دي تي تقتل الحشرات المفيدة، مثل الدبابير التي تقتل اليرقات التي تدمر الأسطح المصنوعة من القش دون رادع. 
نتيجة لذلك يقول رئيس مكافحة الأمراض المعدية في موزمبيق، أفيرتينو باريتو، إن مقاومة رش الـ دي دي تي "نابعة من الداخل", وليس بسبب "الضغط من دعاة حماية البيئة". يقول: "إنهم يريدوننا فقط استخدام مادة الـ دي دي تي على الفقراء والسود في المناطق الريفية". "لذا، أياً كان من يقترح استخدام مادة الـ دي دي تي، فأنا أقول،" حسناً، إبدأ بالرش في منزلك أولاً. " 

## استخدام مادة الـ دي دي تي
كما تم التوضيح أعلاه، فإن الـ دي دي تي هو أحد المبيدات الحشرية المتعددة المعتمدة حالياً من قبل منظمة الصحة العالمية لاستخدامها في مكافحة الملاريا. يوضح الجدول التالي الاستخدام الحديث لكل بلد لمادة الـ دي دي تي في الرش الموضعي للأماكن المغلقة. ما لم يُذكر خلاف ذلك، فإن بيانات الفترة 2003-2007م مأخوذة من دراسة استكهولم / برنامج الأمم المتحدة للبيئة لعام 2008م بشأن الوضع الحالي لمادة الـ دي دي تي،  وبيانات عام 2008م مأخوذة من تقرير الملاريا في العالم لعام 2009م الصادر عن منظمة الصحة العالمية،  وبيانات عام 2009م مأخوذة من تقرير عام 2010م لفريق خبراء اتفاقية استكهولم بشأن مادة الـ دي دي تي. لا يُبلغ تقرير الملاريا في العالم لعام 2009م عن كمية الـ دي دي تي المستخدمة في كل بلد، فقط سواء تم استخدامها أم لا. وبناءً على ذلك، تم إدراج البلدان على أنها تستخدم صفراً أو «بعضاً» من مادة الـ دي دي تي. تتوفر إحصاءات الاستخدام للفترة 2009-2011م من تقرير مجموعة تصدير الـ دي دي تي التابعة لاتفاقية استكهولم 
| البلد                | 2003 الكمية المستدمة بالطن | 2005 الكمية المستدمة بالطن | 2007 الكمية المستدمة بالطن | 2008 الكمية المستدمة بالطن | 2009 الكمية المستدمة بالطن |
| -------------------- | -------------------------- | -------------------------- | -------------------------- | -------------------------- | -------------------------- |
| بوتسوانا             | 0                          | 0                          | 0                          | 0                          |                            |
| الكاميرون            | 0                          | 0                          | 0                          | 0                          |                            |
| الصين                | 0                          | 0                          | غير معروف                  | 0                          | 0                          |
| الكونغو الديموقراطية | 0                          | 0                          | 0                          | القليل                     |                            |
| إريتيريا             | 13                         | 15                         | 15                         | القليل                     |                            |
| إثيوبيا              | 272                        | 398                        | 371                        | القليل                     | 1350                       |
| غامبيا               | 0                          | 0                          | 0                          | 0                          | القليل                     |
| غينيا                | غير معروف                  | غير معروف                  | غير معروف                  | القليل                     |                            |
| الهند                | 4444                       | 4253                       | 3188                       | القليل                     | 3415                       |
| مدغشقر               | 45                         | 0                          | 0                          | 0                          | 0                          |
| مالاوي               | 0                          | 0                          | 0                          | 0                          |                            |
| ماوريشيوس            | 1                          | 1                          | 0                          | 0                          |                            |
| المغرب               | 1                          | 1                          | غير معروف                  | 0                          | 0                          |
| موزمبيق              | 0                          | 308                        | غير معروف                  | القليل                     |                            |
| ميانمار              | 1                          | 1                          | غير معروف                  | القليل                     | 0                          |
| ناميبيا              | 40                         | 40                         | 40                         |                            | القليل                     |
| كوريا الشمالية       | غير معروف                  | غير معروف                  | 5                          | القليل                     | القليل                     |
| بابوا غينيا الجديدة  | غير معروف                  | غير معروف                  | غير معروف                  | القليل                     |                            |
| جنوب افريقيا         | 54                         | 62                         | 66                         | القليل                     |                            |
| السودان              | 75                         | غير معروف                  | 0                          | 0                          |                            |
| سويسرا               | غير معروف                  | 8                          | 8                          | القليل                     |                            |
| اوغندا               | 0                          | 0                          | 0                          | القليل                     |                            |
| زامبيا               | 7                          | 26                         | 22                         | القليل                     | القليل                     |
| زيمبابوي             | 0                          | 108                        | 12                         | القليل                     |                            |
| الكمية الكلية        | 4953                       | 5219                       | 3725                       |                            | 4783                       |

## روابط خارجية
- مكافحة الملاريا والحماية الشخصية, سلسلة التقارير الفنية لمنظمة الصحة العالمية رقم 936. 2006.